# Tinmouth
Tinmouth är en kommun (town) i Rutland County i delstaten Vermont i USA. År 2000 hade Tinmouth cirka 567 invånare. Den har enligt United States Census Bureau en area på totalt 73,6 km², varav 0,3 km² är vatten.